# Flækkejern
Et flækkejern eller et kløvejern er et værktøj til at kløvning af træ langs årene. Det er et L-formet værktøj, hvis blad skal bankes ned i træet med en kølle eller hammer. Håndtaget som en løftestang der kan tvinge træet fra hinanden, og ligeledes kan det bruges til at vride klingen og styre hvilken vej træet flækker.